# 孙成泰
孙成泰（1550年—？），字允交，號景蜃，浙江平湖人，明朝政治人物，进士出身。

## 生平
隆慶元年（1567年）丁卯科浙江乡试第三十二名举人，萬曆五年（1577年）丁丑科會試第九十二名，二甲二十五名进士。授湖广道州知州，量移动南直隶苏州府同知，疏通許浦塘、杨林河、奚浦水利，署各县篆，以父亲去世回乡守丧。起复刑部员外郎，五年晋郎中，升江西饶州府知府，调任福建邵武府，在任六月，调繁苏州府，因忤上官，辞官归。一年后起补大名知府，升山東按察司副使、大名兵备，復与上官不合，投劾归。

## 家族
曾祖孫軒，封南京宗人府经历，累赠資政大夫、南京刑部尚書。祖父孫璽，按察司佥事，累赠資政大夫、南京刑部尚書。父孫植，資政大夫、南京刑部尚書。前母沈氏，累赠夫人；母葉氏，累封夫人。具庆下。兄成憲（官生）、成名（监生）、成倫（监生）、成文（监生）、成紀（监生）。